# Пригоди піонерки Ксені
Приго́ди піоне́рки Ксе́ні — українська відеогра 1991 року в жанрі платформера, одна з перших відеоігор українською мовою. Гру створила команда розробки з Чернігова на чолі з Юрієм Лесюком на основі американського платформера Captain Comic.

## Розробка
На початках «Пригоди піонерки Ксені» були лише експериментом та спробою українських розробників модифікувати ігрові програми та перевірити чи можливо надалі писати такі програми самостійно. Як зазначає розробник української версії Юрко Лесюк, гру було випущено на зло розробнику оригінальної версії гри:
|  | Пригоди піонерки Ксені зроблено в пику американському програмістові Михайлу Деніо, щоб він, зараза, міг подивитися, на що здатен розлючений украінський програміст |

Адаптацію гри було виконано за період близько 4 тижнів, з яких тиждень пішов на те, щоб відновити текст програми, два — на написання графічних редакторів і тиждень на корекцію програм.
Юрко Лесюк у документації до гри також прокоментував роботу над предметами, що їх шукає головна героїня:
|  | Я позмінював предмети, що шукає Ксеня, а назв іх на картинці перед грою не дав, так що, якщо ви вигравали в Коміка, то вам буде цікаво взнати, що вона може знайти на планеті Піонерія. |

У цій самій документації Лесюк зазначає, що хоч гра і була зроблена на зло американському розробнику, він його дуже заповажав після того, як мав змогу попрацювати над його програмою. Цікавим може видатись і те, що український розробник називає Майкла Деніо Михайлом, а відтак і «Мішою»:
|  | ...чи якщо у вас взагалі є питання про написання ігрових програм, то, оскільки з Мішою поговорити важко (він бо ж в Америці ), можете звернутись до мене. |